# Euthlastoblatta absimilis
Euthlastoblatta absimilis är en kackerlacksart som först beskrevs av Gurney 1937.  Euthlastoblatta absimilis ingår i släktet Euthlastoblatta och familjen småkackerlackor.

## Underarter
Arten delas in i följande underarter:
- E. a. montana
- E. a. absimilis